# Fyra årstider (TV-serie)
Fyra årstider (originaltitel: The Four Seasons) är en amerikansk romantisk komediserie vars första säsong hade premiär 1 maj 2025 på Netflix. Serien, som består av åtta avsnitt, är skapad av Tina Fey, Lang Fisher och Tracey Wigfield, och är baserad på Alan Aldas film och TV-serie Fyra årstider från 1980-talet.
Serien har kontrakt på ytterligare en säsong.

## Handling
Serien handlar om tre medelålders par som tillbringat sina semestrar ihop under åratal. Men så bryter det ena paret upp och en ny, betydligt yngre kvinna gör sin entré, vilket innebär att sammanhållningen i gruppen sätts på hårda prov.

## Rollista (i urval)
- Tina Fey – Kate
- Will Forte – Jack
- Steve Carell – Nick
- Kerri Kenney-Silver – Anne
- Colman Domingo – Danny
- Marco Calvani – Claude
- Erika Henningsen – Ginny